# Gennaro Bracigliano
Gennaro Bracigliano (Forbach, 1 de marzo de 1980) es un futbolista profesional francés, que actualmente juega para el Olympique de Marsella de la Ligue 1 como portero.

## Trivia
- Su tío Vincent Bracigliano es un exfutbolista internacional. Jugó para equipos como el FC Metz y el FC Nantes.

## Trayectoria
| Club                  | País    | Año         |
| --------------------- | ------- | ----------- |
| AS Nancy              | Francia | 2001        |
| CS Louhans-Cuiseaux   | Francia | 2002 - 2003 |
| Angers SCO            | Francia | 2003        |
| AS Nancy              | Francia |             |
| Olympique de Marsella | Francia | 2011 -      |